# Gräningen
Gräningen ist ein Ortsteil der Gemeinde Nennhausen im Landkreis Havelland im Land Brandenburg mit 213 Einwohnern (Stand August 2018).

## Geographische Lage
Gräningen liegt 10 km südöstlich der Stadt Rathenow. Umgeben von Wäldern, dem Gräninger See und drei Bergen mit dem Großen Berg (82 m), dem Lütje Berg (62 m) und dem Galgenberg (41,9 m) an der Landstraße L98 gelegen.

## Geschichte
Die erste Besiedlung der Region um Gräningen ist durch frühzeitliche Funde belegbar, die heute als Bodendenkmäler erfasst und in der Denkmalliste des Landes Brandenburg für den Landkreis Havelland aus 2008 dokumentiert sind.
- 5800 v. Chr. bis 4000 v. Chr. – Siedlung Neolithikum (Jungsteinzeit)
- 750 v. Chr. bis 500 n. Chr. – Gräberfeld Eisenzeit
- 27 v. Chr. bis 284 n. Chr. – Siedlung römische Kaiserzeit
- 600 n. Chr. bis 800 n. Chr. – Siedlung slawisches Mittelalter (eventuell frühe slawische Siedlung Schonlo[3][4] bei Bamme/Gräningen)
- 800 bis etwa 1500 n. Chr. – Siedlung deutsches Mittelalter

1375 wurde das Dorf Gräningen (Grenyngen) im Landbuch Karls IV. mit 25 Hufen, als Lehnsherrn die Knappen Gebrüder Arnd und Nikolaus von Lochow. 1382 tauschte Dietrich von der Schulenburg als Bischof von Brandenburg das Dorf Gräningen gegen die Dörfer Neuendorf in der Zauche bei Golzow und Friesdorf, die im Besitz von Probst, Prior und Domkapitel Brandenburg zählten. Im Jahr 1415 erkaufte das Domkapitel auch die Lehn- und Erbgüter der Gebrüder von Lochow, gab jedoch das Schulzengericht mit Haus, Hof, 7 freien Hufen und Zapfenzins vom Kruge an die Gebrüder von Britzke zu Lehn, welche dasselbe noch nach der Reformation besaßen.
Im Jahr 1759 gehörte das Dorf zum Domkapitel Brandenburg. Im Jahr 1816 wurde der königliche Forst mit einem Flächeninhalt von 3.800 Morgen ausgewiesen, bezeichnet als „Revier Hackel“. Der Forst wurde von Preußen dem Fürstentum Halberstadt abgetreten.
1840 wurde die Erbpacht der zur Kirche gehörenden Ländereien von 3 Morgen beschlossen. 1848 forderten die Dorfbewohner die Aufhebung der Vorrechte der Rittergüter, deren verhältnismäßige Besteuerung sowie die Einführung der Einkommensteuer. 1851 wurde Gräningen auf Verordnung der königlichen Oberpostdirektion auf der Poststrecke Brandenburg–Rathenow im Rahmen der Beförderung von Postreisenden als Station zur Aufnahme von Personen benannt. Am 7. Oktober 1912 ist bei der Posthilfstelle in Gräningen der Telegraphenbetrieb eröffnet worden.
Im Jahr 1874 zählte das Dorf zum Amtsbezirk Nennhausen. 1925 bestand Gräningen aus dem Dorf und den Wohnplätzen Abdeckerei, Försterei und An der Trift sowie dem Landgut Nennhof. Im Jahr 1935 waren 275 Einwohner verzeichnet, der nächstgelegene Ort mit Poststation und Eisenbahn war Nennhausen in einer Entfernung von 3,5 km, das zuständige Amtsgericht war in Rathenow.

## Kirche

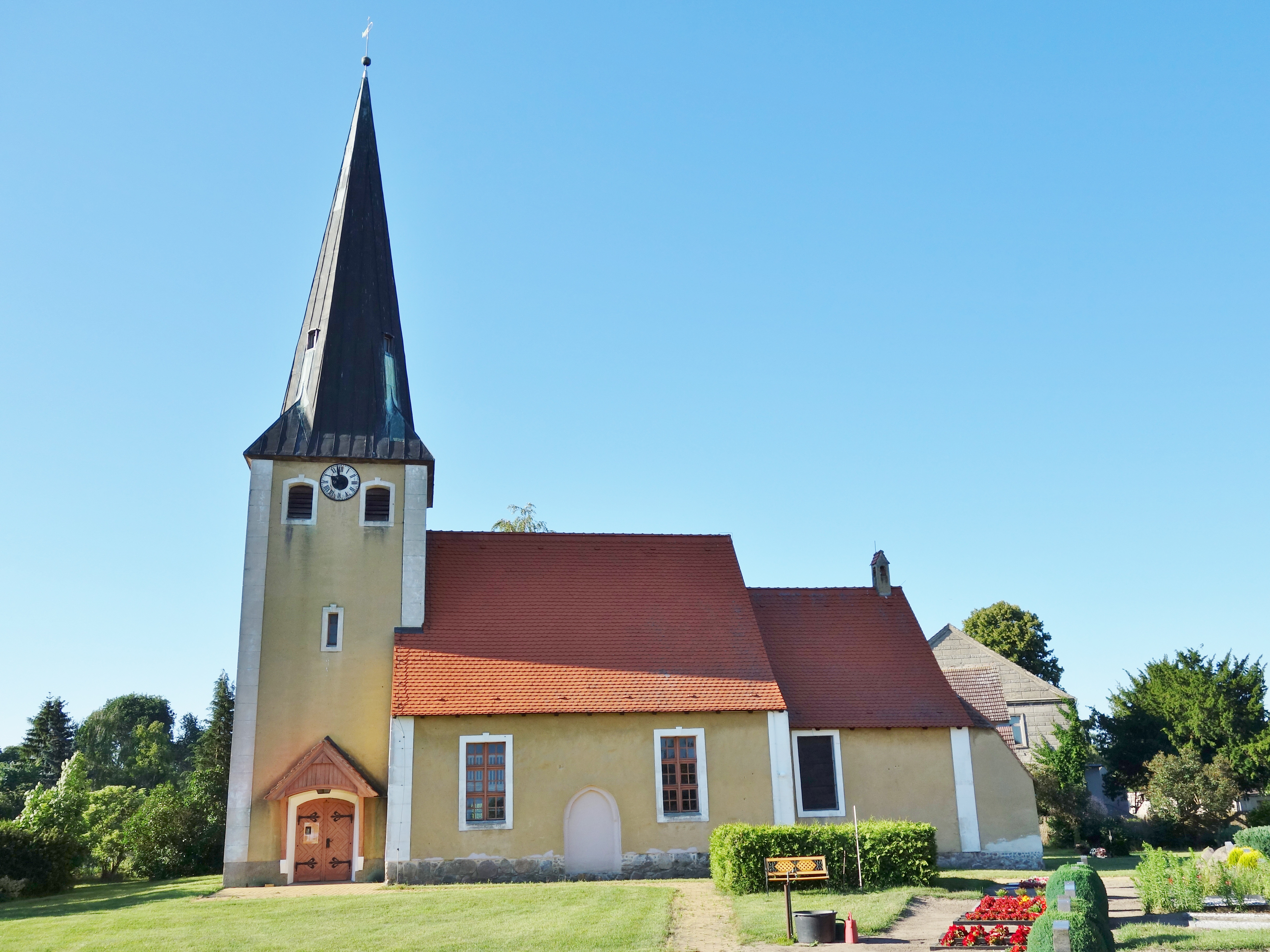
Kirche in Gräningen

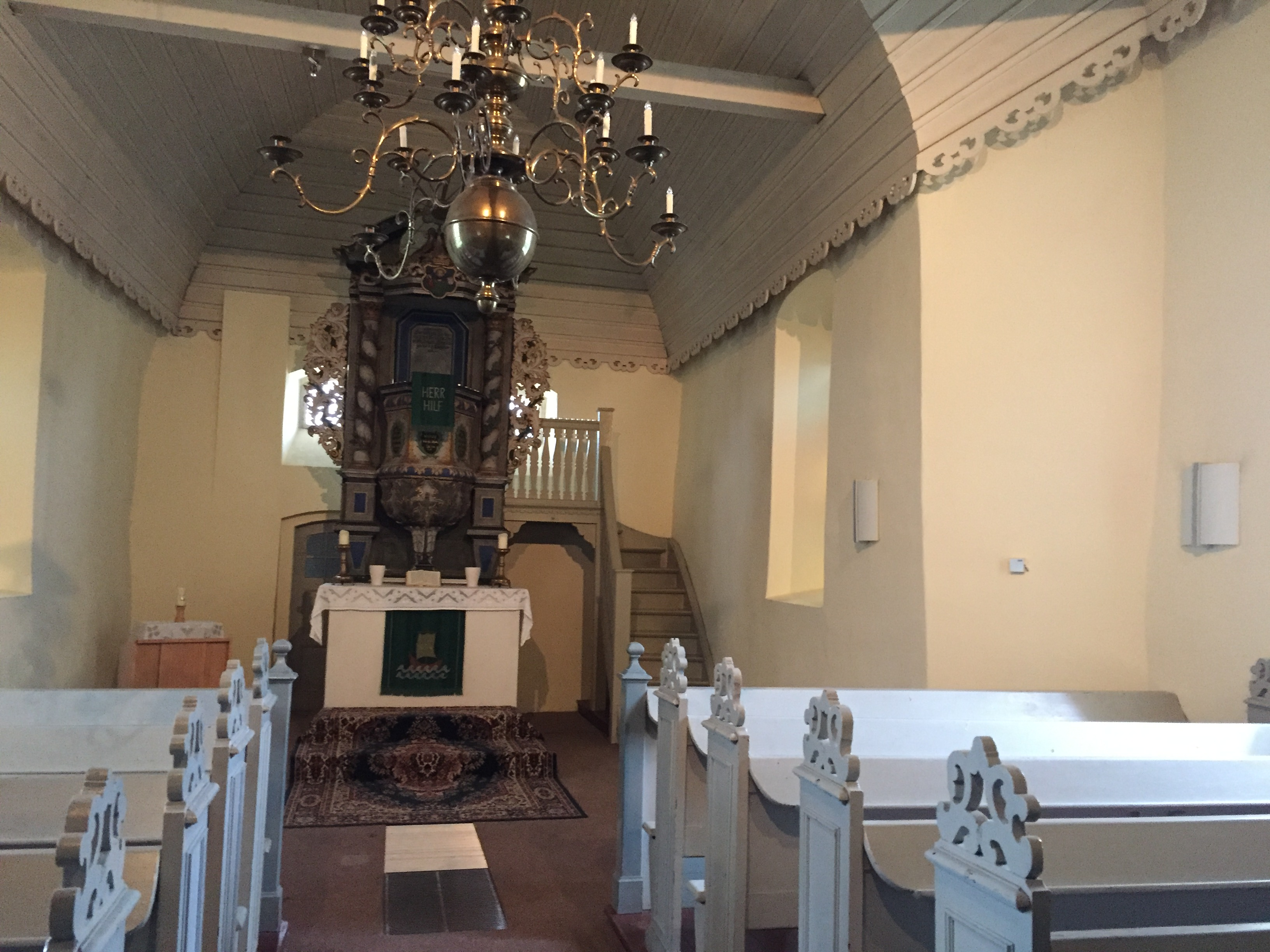
Kirche Gräningen, Innenansicht

Die Kirche entwickelte sich aus einer kleinen Kapelle aus dem Jahr 1517. 1700 wurde der Turm durch Meister Jacob Leuwe errichtet und 1753 erneuert. Ein Umbau zu einer barocken Kirche erfolgte zwischen 1734 und 1736. Im Jahr 1793 wurde die Kirche als Filialkirche von Bamme erwähnt. Durch größere Umbaumaßnahmen im Jahr 1909 erhielt die Kirche ihre heutige Form. Die Einweihung fand am 8. Mai 1910 statt, als Geschenk der Kaiserin Auguste Viktoria überreichte der Berliner Generalsuperintendent eine Altarbibel. Die aufwendigen Umbauarbeiten dieser beiden Jahre und die feierliche Einweihung wurden anschaulich vom damaligen Pfarrer Fiedler aus Bamme beschrieben.
Zur Innenausstattung der Kirche zählt das Taufbecken aus dem Jahr 1686, der Kanzelaltar aus dem Jahr 1732 sowie Chorfenster mit Glasmalereien.

### Orgel
Im Jahr 1889 erfolgte der Bau der Orgel durch August Ferdinand Wäldner. Die Wäldner-Orgel wurde nach dem Umbau der Kirche im Jahr 1910 von Alexander Schuke wieder aufgebaut. Eine gründliche Überholung wurde 1992 von Ulrich Fahlberg durchgeführt mit der Erneuerung der Prospektpfeifen, die im Rahmen der Rüstungsproduktion für den Ersten Weltkrieg im Jahr 1917 beschlagnahmt worden waren.

## Naturschutz

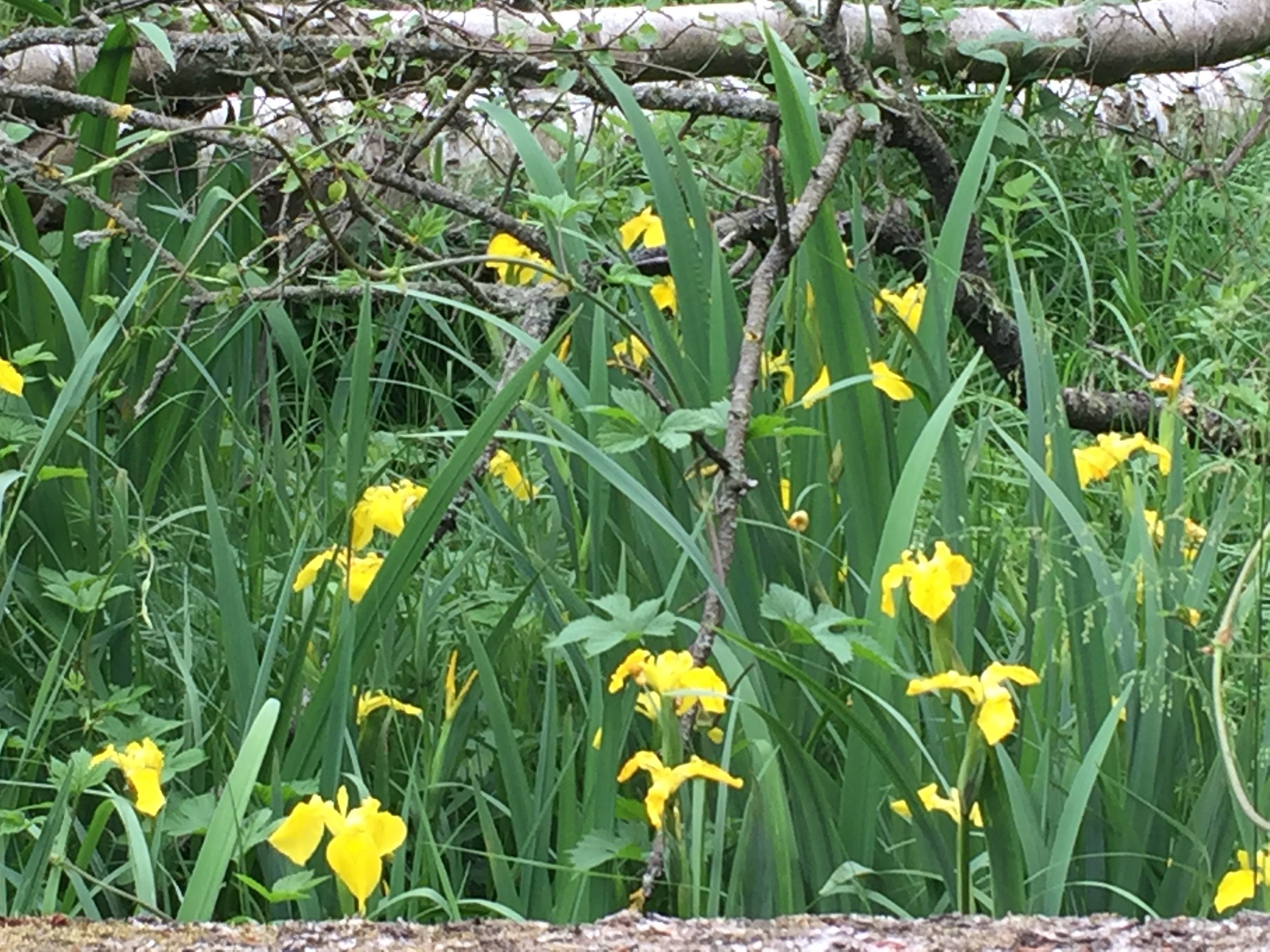
Gräninger See mit Wasserlilien

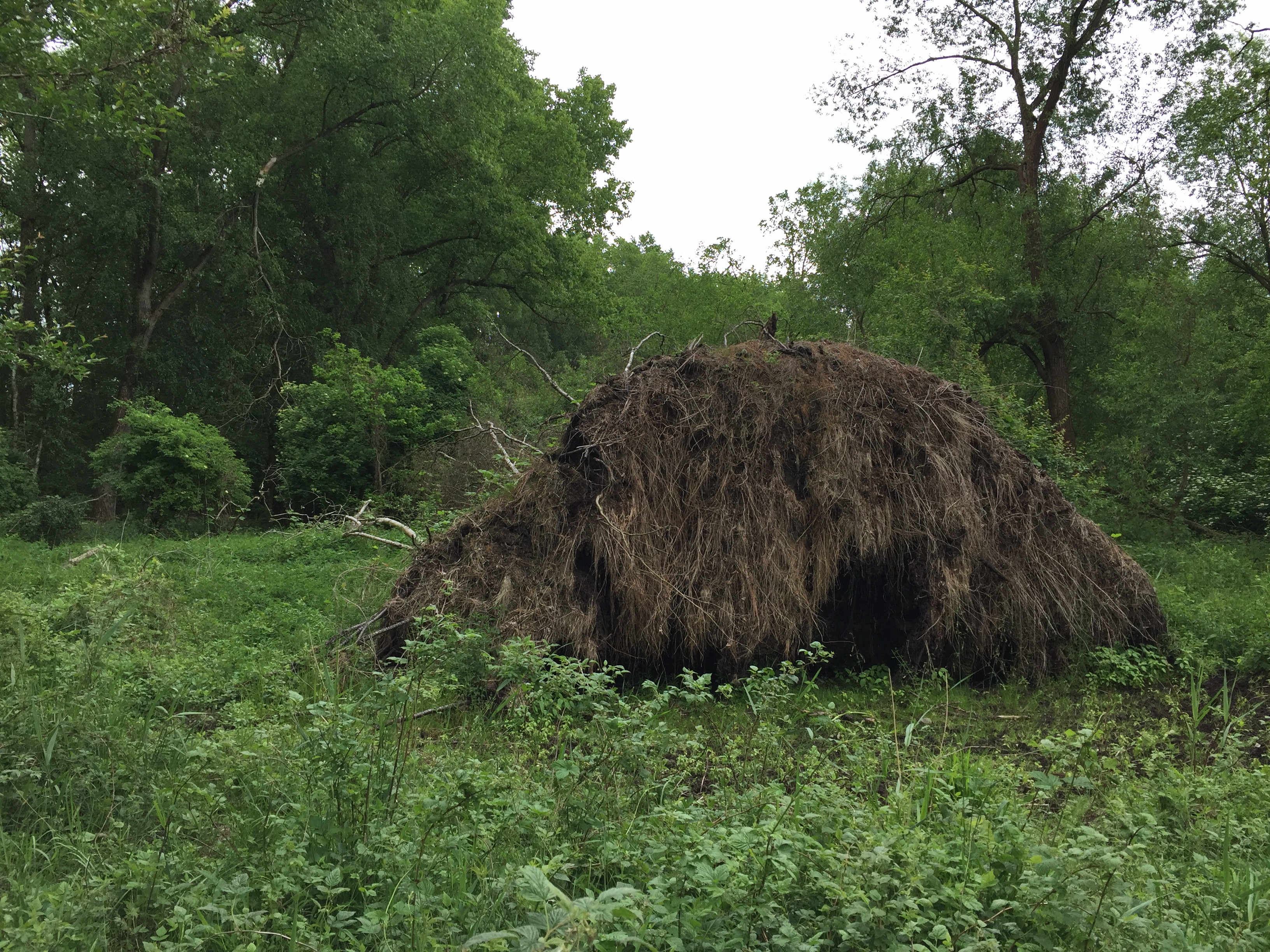
Gräninger See mit Urwald

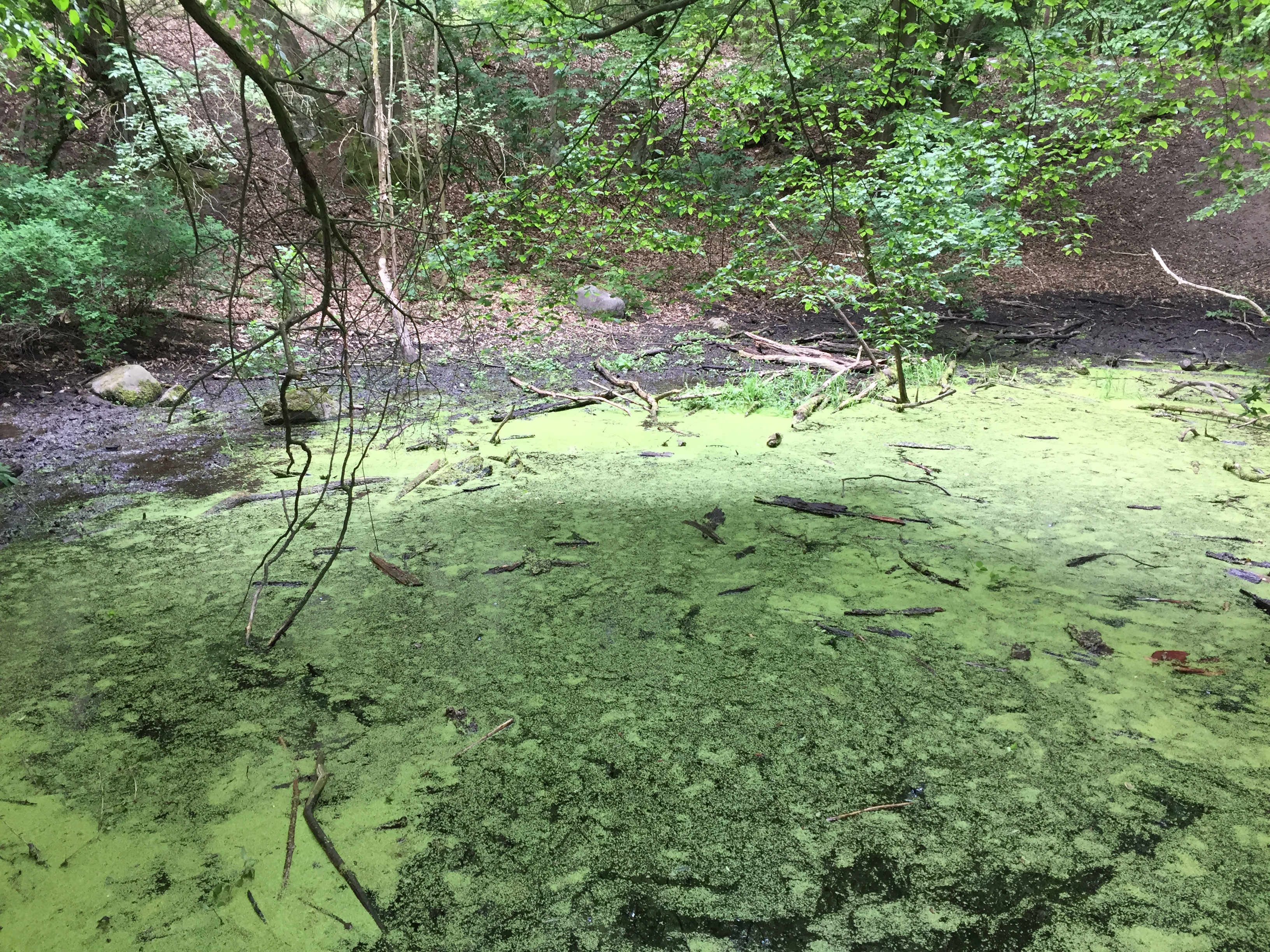
Gräninger Spring mit Entengrütze

Das seit 1967 bestehende Naturschutzgebiet wird geprägt durch den Gräninger See mit Wald sowie durch Feucht- und Nasswiesen gekennzeichnete Niedermoorflächen mit einer natürlichen Sukzession des Ufersaumes. Das Gebiet ist bedeutend als Nahrungs- und Bruthabitat für zahlreiche Sumpf- und Wasservogelarten. Zudem gibt es den Gräninger Spring, eine typische Tümpelquelle am Fuße des Großen Berges.

## Kultur und Freizeit
In Gräningen werden Ferienwohnungen angeboten, zudem gibt es einen Wildhandel. Der Reiterhof Gut Nennhof ist ein Ausgangspunkt für ausgedehnte Wander-, Fahrrad- oder Reittouren. Im Kunsthof Zimmermann finden Ausstellungen statt.

## Belletristik
1618–1648 – Dreißigjähriger Krieg: In einer Sage wird von der Vermählung eines wohlhabenden Fräulein von Lochow mit einem schwedischen Offizier berichtet. Zum Zeichen der Unvergänglichkeit des Reichtums ihrer Familie warf dieses Fräulein bei einem Spaziergang einen goldenen Ring in den Gräninger See, in der Meinung, dass ihr Reichtum ebenso wenig vergehen könne, wie der Ring jemals wiedergefunden wird. Als man später einmal einen Fisch aus dem besagten See zerlegte, fand sich der immer verloren geglaubte Ring wieder. Von Stund an schwand der Wohlstand der Familie von Lochow und schließlich fiel im Jahre 1686 Nennhausen als erledigtes Lehen an den Kurfürsten zurück.
1811 Das Umland von Gräningen ist möglicherweise geografische Inspiration für „Undine“ von Friedrich de la Motte Fouqué (1777–1843). In einem Brief schreibt dieser an Adelbert von Chamisso am 20. April 1812: „Weißt Du, wie wir einmal an einem stillen Abend – mich dünkt es war Herbst, oder die Gegend sah doch wenigstens herbstlich aus – nebeneinander auf dem Hügel am Gräninger See?“ Hier kann der Galgenberg (41,9 m) gemeint sein, der am östlichen Ufer des Sees heute noch begehbar ist. Der See, ein Naturschutzgebiet ist fast vollständig verlandet und zugewachsen, so dass er von dort nicht mehr zu sehen, oder gar erreichbar ist.